# Giuseppe Vallardi
Pour les articles homonymes, voir Vallardi.
Giuseppe Vallardi, né le 31 mai 1784 à Milan et mort dans la même ville le 5 janvier 1861, est un imprimeur, éditeur et libraire italien, membre de la famille de libraires Vallardi.

## Biographie
Giuseppe Vallardi naît le 31 mai 1784 de Francesco Cesare Vallardi et Teresa Cogrossi. Il hérite de l'imprimerie familiale, Antonio Vallardi Editore (it), et continue son activité, se spécialisant toujours dans les livres illustrés, souvent de sujets religieux ou profanes, dont les dessins étaient issus des presses chalcographiques de sa famille. En 1825, après avoir observé les avancées à l'étranger, Vallardi ouvre un atelier de lithographie dans l'espoir de développer la technique à Milan. Les journaux de l'époque le décrivaient alors comme un « homme riche bien-aimé de la population, dont les profits excédaient les 200 000 lires annuellement ».
Dans l'industrie du commerce de livres, Vallardi avait acquis un grand éventail d'ouvrages qu'il finit par publier dans un catalogue. pour faciliter la vente des ouvrages. Quelque 300 d'entre eux provenaient de la collection déjà amassée par lui et son frère Pietro. Le catalogue, qui contenait plusieurs œuvres de Léonard de Vinci, a été vendu en 1859 au musée du Louvre et y existe toujours sous le nom de Codex Vallardi. Giuseppe a publié d'autres catalogues, dont certains dédiés au dessin et à l'ornement.
Giuseppe meurt dans sa ville natale le 5 janvier 1861. Son fils Luigi reprend l'entreprise familiale, mais la ruine, et la maison d'édition ferme en 1865.

## Publications
- (it) Giuseppe Vallardi, Itinerario italiano o sia Descrizione dei viaggi per le strade più frequentate alle principali città d'Italia coll'indicazione delle distanze, Milan, Presso la Ditta Pietro e Giuseppe Vallardi editori, 1820.
- (it) Giuseppe Vallardi, Catalogo di quadri appartenenti a Giuseppe Vallardi dallo stesso descritti e illustrati con brevi annotazioni, Milan, Presso la Ditta Pietro e Giuseppe Vallardi editori, 1830.